# BMW i8
BMW i8 je konceptno BMW-jevo vozilo, prvič predstavljeno leta 2009 na avtomobilskem salonu IAA v Frankfurtu. Leta 2011  je bilo na tem salonu predstavljeno kot kandidat za proizvodnjo. Pogon vozila je osnovan na litij-ionski bateriji s kapaciteto 7,2 kWh, ki zagotavlja domet na elektriko do razdalje 35 km. 

## Lastnosti  vozila
Konceptna vozila vrste "Efficient dynamics" poganjajo trivaljni turbobencinski motor in dva elektromotorja s 96 kW. To omogoča pospešek do hitrosti 100 km/h v 4,8 sekundah, končna hitrost je elektronsko omejena na 250 km/h.
Predvidena povprečna poraba avtomobila je 3,76 L goriva na 100 km ob emisiji 99 g ogljikovega dioksida na prevoženi kilometer. S polnim rezervoarjem (24 L) in akumulatorjem ima domet 700 km. Večji del avtomobila je narejen iz aluminija, vetrobransko steklo je iz polikarbonata. Količnik zračnega upora znaša 0,22. Električna motorja se nahajata na sprednji osi, kamor tudi prenašata moč. Zadnji kolesni par poganja 1,5 litrski trivaljni bencinski motor, ki je nameščen v zadnjem delu avtomobila. Ta motor proizvede 164 kW in 300 Nm navora, kar prinese k skupni moči 260 kW. Zaviranje je regenerativno. Baterija je nameščena v energetski tunel avtomobila, kar daje vozilu nizko težišče in tako izboljšuje njegovo dinamiko. S takšno postavitvijo obeh motorjev ima vozilo razdelitev teže v razmerju 1 : 1.

## VIRI
1. ↑  BMW Concept Vision Efficient Dynamics
2. ↑  Shaun Bailey (13. september 2011). »BMW i8 Concept - 2011 Frankfurt Auto Show«. Road & Track. Pridobljeno 2. oktobra 2011.
3. ↑  »A vision becomes reality«. BMW USA News. BMW Group. Pridobljeno 4. marca 2011.
4. ↑  Hong, Patrick (Marec 2010). »Future Vision«. Road & Track. 61 (7): 40–45.
5. ↑  »Preview: BMW i3 and i8 plug-in cars«. Consumer Reports. 3. avgust 2011. Arhivirano iz prvotnega spletišča dne 19. oktobra 2011. Pridobljeno 23. oktobra 2011.